# Marc Tarabella
Marc Tarabella (ur. 11 marca 1963 w Seraing) – belgijski i waloński polityk, urzędnik państwowy, były minister regionalny, poseł do Parlamentu Europejskiego VI, VII, VIII i IX kadencji.

## Życiorys
Uzyskał w 1986 licencjat z socjologii na Uniwersytecie w Liège. Pracował w gabinecie premiera rządu Regionu Walońskiego i w instytucji finansowej. Od 1988 był radnym Anthisnes, od 1994 powoływany na urząd burmistrza tej miejscowości. W 2003 został prezesem walońskiej fundacji działającej na rzecz wsi.
W 2004 objął mandat deputowanego do Parlamentu Europejskiego z ramienia walońskiej Partii Socjalistycznej. Złożył go po w połowie 2007, obejmując stanowisko ministra ds. kształcenia w Regionie Walońskim oraz ministra ds. młodzieży w administracji wspólnoty francuskiej.
W wyborach w 2009 kandydował ponownie do PE, mandat objął kilka dni po rozpoczęciu kadencji po tym, jak zrezygnował z niego Jean-Claude Marcourt. Przystąpił do grupy Postępowego Sojuszu Socjalistów i Demokratów. W 2014 uzyskał reelekcję na kolejną kadencję Europarlamentu. W 2019 ponownie otrzymał mandat posła do PE. W trakcie kadencji objęty postępowaniem dotyczącym zarzutów korupcji, w związku z tą sprawą w lutym 2023 został zatrzymany i następnie tymczasowo aresztowany. W kwietniu 2023 objęty aresztem domowym, który uchylono w maju tegoż roku.